# Cuencas costeras entre río Budi y río Toltén
Las cuencas costeras entre río Budi y río Toltén son varias cuencas contiguas exorreicas costeras de régimen pluvial ubicadas entre las desembocaduras de los ríos Budi y Toltén en la Región de La Araucanía. En el inventario BNA de cuencas de Chile llevan el número 093.

## Límites y relieve
El ítem 093 limita al norte con la cuenca del lago Budi, al este y al sur con la cuenca del río Toltén.

## Población
El sistema de información y monitoreo de biodiversidad del Ministerio del Medio Ambiente de Chile señala la siguiente distribución de la superficie de la cuenca entre las comunas (el porcentaje es de la cuenca):
| Región       | Provincia | Comuna          | Hectáreas  | Porcentaje |
| ------------ | --------- | --------------- | ---------- | ---------- |
| La Araucanía |           |                 | 16.281,923 | 99,889%    |
|              | Cautín    |                 | 16.281,923 | 99,889%    |
|              |           | Teodoro Schmidt | 16.281,923 | 99,889%    |

## Subdivisiones
La Dirección General de Aguas subdivide o reúne las cuencas de Chile acorde a las necesidades de estudio y gestión. Existen dos inventarios que han logrado ser aceptados como principales, el del inventario de cuencas del Banco Nacional de Aguas (BNA) de 1978, de mayor uso, y el inventario de cuencas del Departamento de Administración de Recursos Hídricos (DARH) de 2014 de mejor cartografía que ha obligado a redefinir algunos límites, a veces con cambios mayores, pero también por algunas redefiniciones del concepto de subcuenca.
Bajo el BNA el código del ítem es 093 y con el DARH es 0902 que incluye también la cuenca del río Budi:
Cuenca BNA 092 + cuenca BNA 093 = Cuenca DARH 0902
La subdivisión del BNA es como sigue:
| Cuenca                                                                  | Subcuenca | Subsubcuenca | Aguas                                                      | Área drenaje km² | Observaciones |
| ----------------------------------------------------------------------- | --------- | ------------ | ---------------------------------------------------------- | ---------------- | ------------- |
| 093 Categoría:Cuencas costeras entre Río Budi y Río Toltén (093) (mapa) |           |              |                                                            |                  |               |
| 093                                                                     | 0930      | 09300        | Costeras entre Río Budi y Río Toltén                       | 163              |               |
| total:                                                                  | 1         | 1            | Región: IX (100%) / Tipo: Exorreica / Desemb.: O. Pacífico | 163              |               |

La disposición de cuencas en el inventario DARH, que incluye al lago Budi, es la siguiente:
| Código | Nombre                                           | Código en mapa                                   | Tipología de cuenca                              | Vertiente de cuenca                              | Origen de cuenca                                 | Temperatura media anual (C°)                     | Temperatura máxima (C°)                          | Temperatura mínima (C°)                          | Precipitación anual (mm)                         | Número de estaciones fluviométricas              | Número de estaciones pluviométricas              | Área (km²)                                       |
| ------ | ------------------------------------------------ | ------------------------------------------------ | ------------------------------------------------ | ------------------------------------------------ | ------------------------------------------------ | ------------------------------------------------ | ------------------------------------------------ | ------------------------------------------------ | ------------------------------------------------ | ------------------------------------------------ | ------------------------------------------------ | ------------------------------------------------ |
| 0902   | Cuencas Costeras entre Río Imperial y Río Toltén | Cuencas Costeras entre Río Imperial y Río Toltén | Cuencas Costeras entre Río Imperial y Río Toltén | Cuencas Costeras entre Río Imperial y Río Toltén | Cuencas Costeras entre Río Imperial y Río Toltén | Cuencas Costeras entre Río Imperial y Río Toltén | Cuencas Costeras entre Río Imperial y Río Toltén | Cuencas Costeras entre Río Imperial y Río Toltén | Cuencas Costeras entre Río Imperial y Río Toltén | Cuencas Costeras entre Río Imperial y Río Toltén | Cuencas Costeras entre Río Imperial y Río Toltén | Cuencas Costeras entre Río Imperial y Río Toltén |
| 090200 | Lago Budi                                        | 0                                                | Exorreica                                        | Pacífico                                         | Pluvial                                          | 12.6                                             | 24.2                                             | 4.7                                              | 1266.5                                           | 0                                                | 0                                                | 495.5                                            |
| 090201 | Estero Chelle                                    | 0                                                | Exorreica                                        | Pacífico                                         | Pluvial                                          | 12.4                                             | 23.9                                             | 4.6                                              | 1481.1                                           | 0                                                | 0                                                | 94.3                                             |
| 090202 | Laguna Puyehue y Costeras                        | 0                                                | Exorreica                                        | Pacífico                                         | Pluvial                                          | 12.6                                             | 24.0                                             | 4.9                                              | 1630.8                                           | 0                                                | 0                                                | 71.5                                             |

## Hidrología

### Red hidrográfica
Los cuerpos de agua considerados en esta categoría son:

### Caudales y régimen
Como indica el inventario DARH, todas las cuencas son de régimen pluvial.

### Humedales
El Ministerio del Medio Ambiente no registra humedales de tipo alguno en este ítem.

### Glaciares
El inventario público de glaciares de Chile 2022 no registra glaciares en esta costa.

## Clima

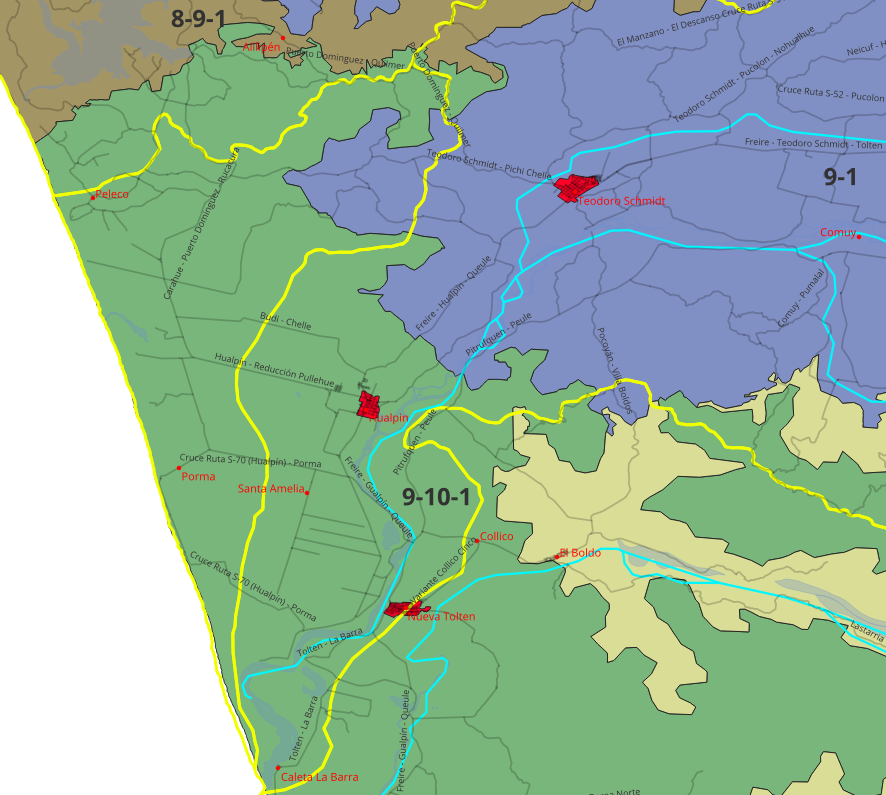
Distritos agroclimáticos en el ítem 093 de inventario BNA de cuencas de Chile según el Atlas agroclimático de Chile. Las líneas amarillas son los límites de las cuencas o ítems.

El Atlas agroclimático de Chile distingue dos distritos agroclimáticos en la cuenca:
- 9-1 Templado cálido mesotermal con régimen de humedad sub húmedo seco (Csb1Shs). La temperatura oscila entre un máximo de enero de 25 °C (máx de 26,5 °C y mín de 21,4 °C dentro del distrito) y un mínimo de julio de 3,8 °C (máx de 5,3 °C y mín de 3,1 °C dentro del distrito). Tiene un promedio de 205 días consecutivos libres de heladas. En el año se registra un promedio de 15 heladas. El período de temperaturas favorables a la actividad vegetativa dura 7 meses. Registra anualmente 1.167 días grado y 1.019 horas de frío acumuladas hasta el 31 de Julio. La precipitación media anual es de 1.152 mm y un período seco de 5 meses, con un déficit hídrico de 493 mm/año. El período húmedo dura 5 meses durante los cuales se produce un excedente hídrico de 485 mm.
- 9-10-1 Templado cálido mesotermal con régimen de humedad per húmedo (Cfb1pH). La temperatura oscila entre un máximo de enero de 21,6 °C (máx de 23,9 °C y mín de 17,4 °C dentro del distrito) y un mínimo de Julio de 5,4 °C (máx de 6 °C y mín de 4,3 °C dentro del distrito). Tiene un promedio de 269 días consecutivos libres de heladas. En el año se registra un promedio de 5 heladas.El período de temperaturas favorables a la actividad vegetativa dura 7 meses. Registra anualmente 892 días grado y 666 horas de frío acumuladas hasta el 31 de Julio. La precipitación media anual es de 1.951 mm y un período seco de 0 meses, con un déficit hídrico de 122 mm/año.El período húmedo dura 8 meses durante los cuales se produce un excedente hídrico de 1.102 mm.

Diagrama Walter Lieth para localidad de Chelle en la Región de La Araucanía de Chile.

Los diagramas Walter Lieth muestran con un área azul los periodos en que las precipitaciones sobrepasan la cantidad de agua que el calor del sol evapora en el mismo lapso de tiempo, (un promedio de 10 °C mensuales evaporan 20 mm de agua caída) dejando un clima húmedo. Por el contrario, las zonas amarillas indican que durante ese tiempo el agua caída puede ser evaporada por el calor del sol. El área gris señala meses muy húmedos.

## Áreas bajo protección oficial y conservación de la biodiversidad
El Ministerio del Medio Ambiente no registra espacios protegidos en el área de este ítem.